# Kadet Kelly
Kadet Kelly – amerykański film, wyprodukowany przez Disney Channel. Fabuła filmu opowiada o dziewczynie, która została wysłana do szkoły wojskowej.
Premiera filmu miała miejsce 8 marca 2002 roku. Premiera filmu w Polsce odbyła się 27 czerwca 2009 roku w wersji z lektorem (opracowana przez Start International Polska). Premiera filmu z dubbingiem odbyła się 4 czerwca 2012 roku na kanale Disney Channel.

## Obsada
- Hilary Duff – Kelly Collins
- Christy Carlson Romano – Jennifer Stone
- Gary Cole – General Joe "Sir" Maxwell
- Shawn Ashmore – Brad Rigby
- Andrea Lewis – Carla Hall
- Aimee Garcia –  Gloria Ramos

## Wersja polska
Wersja polska: Sun Studio Polska

Reżyseria: Joanna Węgrzynowska-Cybińska

Dialogi: Dominik Kaczmarski

Wystąpili:
- Justyna Bojczuk – Kelly Collins
- Agnieszka Kunikowska – Samantha Collins
- Janusz Wituch – Joe Maxwell
- Anna Sztejner – Jennifer Stone
- Mateusz Narloch – Brad Rigby
- Mieczysław Morański – Adam Collins
- Magdalena Wasylik
- Agnieszka Fajlhauer
- Katarzyna Biegowska
- Włodzimierz Bednarski
- Karol Wróblewski
- Monika Węgiel
- Tomasz Steciuk

oraz:
- Piotr Bajtlik
- Dominika Sell
- Cezary Kwieciński
- Krzysztof Cybiński
- Paweł Szczesny
- Łukasz Talik

i inni
Lektor: Paweł Bukrewicz